# Mitchell Donald
Mitchell Glenn Donald (Nieuw-Vennep, 10 december 1988) is een Nederlands-Surinaamse voormalig voetballer, die doorgaans als middenvelder speelde, en de huidige voetbaltrainer van Ajax Onder-10.

## Carrière

### Ajax
Donald kwam via de jeugdelftallen van Ajax bij Jong Ajax waar hij een vaste waarde werd op het middenveld. In 2007 bood Ajax hem vervolgens een profcontract aan na zijn goede optreden tijdens een trainingskamp in Zuid-Afrika. Door blessures van Urby Emanuelson, Zdenek Grygera, Thomas Vermaelen en de schorsing van George Ogararu kreeg Mitchell Donald op 14 februari 2007 onverwachts een kans in het eerste elftal van Ajax. Hij maakte zijn debuut in de hoofdmacht want trainer Henk ten Cate liet hem vanaf de eerste minuut starten in het UEFA Cup-duel tegen Werder Bremen, dat met 3-0 werd verloren. Het daaropvolgende seizoen kwam de middenvelder tot slechts drie duels. Zijn kansen op speeltijd leken zich te verbeteren maar tijdens de voorbereiding op het seizoen 2008/09, raakte hij zwaar geblesseerd aan zijn kruisband in het oefenduel tegen Internazionale tijdens het LG Amsterdam Tournament 2008. Hij moest driekwart jaar revalideren en kwam pas eind maart 2009 weer op het trainingscomplex te staan met de A-selectie. Dat seizoen speelde hij echter geen competitiewedstrijden meer voor de Amsterdammers
Tijdens het LG Amsterdam Tournament 2009 maakte hij vervolgens zijn rentree, waarbij hij de nieuwe coach Martin Jol positief verraste. Met name in de wedstrijd tegen Benfica was hij een van de uitblinkers aan de kant van Ajax.

### Verhuur aan Willem II
Op 29 januari 2010 maakte het Brabants Dagblad bekend dat Donald voor de rest van het seizoen 2009/2010 uit zou komen voor Willem II. Bij zijn debuut tegen aartsrivaal NAC Breda (1-2 nederlaag), maakte hij meteen een doelpunt. Samen met een andere Ajax-huurling Jan-Arie van der Heijden vormde Donald het middenveld. Donald speelde in dat seizoen veertien wedstrijden. Zijn goal tegen NAC was zijn enige treffer in dienst van Willem II. Aan het einde van het seizoen keerde Donald terug bij Ajax.

### Terugkeer bij Ajax
Donald kon ook bij zijn terugkeer niet een basisplaats veroveren. Zowel onder Martin Jol als Frank de Boer lukte het hem niet om speelminuten te krijgen. Tevens werd zijn tot medio 2011 lopende contract niet verlengd. Wel zat Donald op de bank tijdens de wedstrijd Ajax - Dinamo Kiev. Hij kwam niet in het veld.

### Roda JC Kerkrade
Op 9 februari 2011 werd bekendgemaakt dat Mitchell Donald Ajax verliet aan het einde van het seizoen. Hij tekende enige tijd later een driejarig contract bij Roda JC Kerkrade. Op 13 augustus 2011 maakte Donald zijn debuut voor Roda JC Kerkrade in de Eredivisie-uitwedstrijd bij Feyenoord die met 3-0 werd verloren. Donald verving in de 70e minuut Laurent Delorge. In de thuiswedstrijd tegen FC Twente op 10 september 2011 die met 2-1 werd gewonnen maakte Donald zijn eerste officiële doelpunt voor Roda JC Kerkrade. Op 1 april 2014 maakte trainer Jon Dahl Tomasson dat Mitchell Donald per direct uit de selectie van Roda JC werd gezet. Tomasson gaf als reden aan de negatieve houding van Donald. Zonder Donald degradeerde Roda JC op 3 mei 2014 voor het eerst in 41 seizoenen uit de Eredivisie.

### Mordovia Saransk
Op 17 juli 2014 werd bekendgemaakt dat Donald zijn carrière vervolgde bij Mordovia Saransk, waar hij voor twee jaar tekende. Donald maakte op 2 augustus 2014 zijn officiële debuut voor Mordovia in een Premjer-Liga uitwedstrijd tegen FK Oeral die met 3-2 werd gewonnen. Donald scoorde na twaalf minuten zijn eerste officiële doelpunt voor de club.

### Rode Ster Belgrado
Op 13 juni 2015 werd bekendgemaakt dat Donald per direct voor een half jaar verhuurd zal worden aan het Servische Rode Ster Belgrado. De club zou tevens een optie hebben opgenomen om hem daarna definitief over te nemen. Hij maakte zijn officiële debuut voor Rode Ster op 16 augustus 2015 in de competitie uitwedstrijd tegen Radnik Surdulica (2–0 winst). Hij speelde de hele wedstrijd. Donald liet tijdens de eerste seizoenshelft een goede indruk achter, hierop besloot Rode Ster in januari de optie tot koop in het huurcontract te lichten waarmee hij tot 2017 verbonden was aan Rode Ster. Met Rode Ster verzekerde Donald zich op 3 mei 2016 van de landstitel. Op die dag werd stadsgenoot Voždovac met 1-0 verslagen waardoor het team van Donald met nog drie speelronden te gaan niet meer te achterhalen was. Donald speelde het duel volledig mee. In 2017 werd Donald aanvoerder bij de club en in 2018 won hij met Rode Ster de tweede landstitel.

### Turkije
In 2018 tekende Donald een contract bij Malatyaspor. In 2020 ging hij naar Erzurumspor waar hij nog een seizoen speelde alvorens zijn loopbaan te beëindigen.

## Carrièrestatistieken
| Seizoen         | Club                        |                    | Competitie      | Competitie | Competitie | Beker | Beker | Internationaal | Internationaal | Overig | Overig | Totaal | Totaal |
| Seizoen         | Club                        | Wed.               | Competitie      | Dlp.       | Wed.       | Dlp.  | Wed.  | Dlp.           | Wed.           | Dlp.   | Wed.   | Dlp.   |        |
| --------------- | --------------------------- | ------------------ | --------------- | ---------- | ---------- | ----- | ----- | -------------- | -------------- | ------ | ------ | ------ | ------ |
| 2006/07         | Ajax                        | Vlag van Nederland | Eredivisie      | 0          | 0          | 0     | 0     | 1              | 0              | 0      | 0      | 1      | 0      |
| 2007/08         | Ajax                        | Vlag van Nederland | Eredivisie      | 3          | 0          | 2     | 0     | 0              | 0              | 1      | 0      | 6      | 0      |
| 2008/09         | Ajax                        | Vlag van Nederland | Eredivisie      | 0          | 0          | 0     | 0     | 0              | 0              | —      | —      | 0      | 0      |
| 2009/10         | Ajax                        | Vlag van Nederland | Eredivisie      | 5          | 1          | 0     | 0     | 5              | 1              | —      | —      | 10     | 2      |
| Club totaal     | Club totaal                 | Club totaal        | Club totaal     | 8          | 1          | 2     | 0     | 6              | 1              | 1      | 0      | 17     | 2      |
| 2009/10         | → Willem II (huur)          | Vlag van Nederland | Eredivisie      | 14         | 1          | 0     | 0     | —              | —              | 4      | 0      | 14     | 1      |
| Club totaal     | Club totaal                 | Club totaal        | Club totaal     | 14         | 1          | 0     | 0     | 0              | 0              | 4      | 0      | 18     | 1      |
| 2010/11         | Ajax                        | Vlag van Nederland | Eredivisie      | 0          | 0          | 0     | 0     | 0              | 0              | 0      | 0      | 0      | 0      |
| Club totaal1    | Club totaal1                | Club totaal1       | Club totaal1    | 8          | 1          | 2     | 0     | 6              | 1              | 1      | 0      | 17     | 2      |
| 2011/12         | Roda JC Kerkrade            | Vlag van Nederland | Eredivisie      | 31         | 4          | 2     | 2     | —              | —              | —      | —      | 33     | 6      |
| 2012/13         | Roda JC Kerkrade            | Vlag van Nederland | Eredivisie      | 30         | 2          | 1     | 0     | —              | —              | 4      | 2      | 35     | 4      |
| 2013/14         | Roda JC Kerkrade            | Vlag van Nederland | Eredivisie      | 30         | 6          | 4     | 0     | —              | —              | —      | —      | 34     | 6      |
| Club totaal     | Club totaal                 | Club totaal        | Club totaal     | 91         | 12         | 7     | 2     | 0              | 0              | 4      | 2      | 102    | 16     |
| 2014/15         | Mordovia Saransk            | Vlag van Rusland   | Premjer-Liga    | 12         | 2          | 0     | 0     | —              | —              | —      | —      | 12     | 2      |
| 2015/16         | Mordovia Saransk            | Vlag van Rusland   | Premjer-Liga    | 2          | 1          | 0     | 0     | —              | —              | —      | —      | 2      | 1      |
| Club totaal     | Club totaal                 | Club totaal        | Club totaal     | 14         | 3          | 0     | 0     | 0              | 0              | 0      | 0      | 14     | 3      |
| 2015/16         | → Rode Ster Belgrado (huur) | Vlag van Servië    | Superliga       | 16         | 1          | 2     | 0     | 0              | 0              | —      | —      | 18     | 1      |
| 2015/16         | Rode Ster Belgrado          | Vlag van Servië    | Superliga       | 12         | 1          | 0     | 0     | 0              | 0              | —      | —      | 12     | 1      |
| 2016/17         | Rode Ster Belgrado          | Vlag van Servië    | Superliga       | 29         | 3          | 5     | 0     | 6              | 2              | —      | —      | 40     | 5      |
| 2017/18         | Rode Ster Belgrado          | Vlag van Servië    | Superliga       | 22         | 6          | 0     | 0     | 15             | 1              | -      | -      | 37     | 7      |
| Club totaal     | Club totaal                 | Club totaal        | Club totaal     | 79         | 11         | 7     | 0     | 21             | 3              | 0      | 0      | 107    | 14     |
| 2018/19         | Yeni Malatyaspor            | Turkije            | Süperlig        | 26         | 5          | 5     | 0     | 0              | 0              | 0      | 0      | 26     | 5      |
| 2019/20         | Yeni Malatyaspor            | Turkije            | Süperlig        | 32         | 5          | 3     | 0     | 1              | 0              | 0      | 0      | 36     | 5      |
| Club totaal     | Club totaal                 | Club totaal        | Club totaal     | 58         | 10         | 8     | 0     | 1              | 0              | 0      | 0      | 67     | 10     |
| 2020/21         | Erzurum BB                  | Turkije            | Süperlig        | 16         | 1          | 2     | 0     | 0              | 0              | 0      | 0      | 18     | 1      |
| Club totaal     | Club totaal                 | Club totaal        | Club totaal     | 16         | 1          | 2     | 0     | 0              | 0              | 0      | 0      | 18     | 1      |
| Carrière totaal | Carrière totaal             | Carrière totaal    | Carrière totaal | 280        | 39         | 26    | 2     | 28             | 4              | 9      | 2      | 343    | 47     |

1 N.B. Dit betreft een clubtotaal, dus een totaal van beide periodes bij AFC Ajax.
Bijgewerkt tot en met 7 juli 2021.

## Interlandcarrière

### Jeugdelftallen
Het eerste jeugdelftal waar Donald actief voor was als jeugdinternational was het Nederlands elftal onder 20 jaar. Hij speelde voor dit elftal totaal vier wedstrijden. Donald debuteerde op 11 augustus 2008 voor Jong Oranje in een vriendschappelijke wedstrijd met Jong Engeland. Dit duel eindigde in een 0-0 gelijkspel. Donald speelde hierna mee in drie kwalificatie-wedstrijden voor het EK onder 21 in Denemarken. Jong Oranje wist zich voor dit EK niet te kwalificeren.
| Jeugdinterlands van Mitchell Donald | Jeugdinterlands van Mitchell Donald | Jeugdinterlands van Mitchell Donald | Jeugdinterlands van Mitchell Donald | Jeugdinterlands van Mitchell Donald | Jeugdinterlands van Mitchell Donald |
| Team (№ interlands)                 | Datum                               | Wedstrijd                           | Uitslag                             | Soort Wedstrijd                     | Doelpunten                          |
| Als speler bij Ajax                 | Als speler bij Ajax                 | Als speler bij Ajax                 | Als speler bij Ajax                 | Als speler bij Ajax                 | Als speler bij Ajax                 |
| ----------------------------------- | ----------------------------------- | ----------------------------------- | ----------------------------------- | ----------------------------------- | ----------------------------------- |
| Onder 20 (1.)                       | 6 februari 2008                     | Nederland – Denemarken              | 2 – 1                               | Vriendschappelijk                   |                                     |
| Onder 20 (2.)                       | 26 maart 2008                       | Tunesië – Nederland                 | 3 – 1                               | Vriendschappelijk                   |                                     |
| Onder 20 (3.)                       | 20 mei 2008                         | Japan – Nederland                   | 1 – 0                               | Vriendschappelijk                   |                                     |
| Onder 20 (4.)                       | 24 mei 2008                         | Frankrijk – Nederland               | 0 – 1                               | Festival des Espoirs 2008           |                                     |
| Onder 21 (1.)                       | 11 augustus 2008                    | Nederland – Engeland                | 0 – 0                               | Vriendschappelijk                   |                                     |
| Onder 21 (2.)                       | 4 september 2009                    | Nederland – Finland                 | 2 – 0                               | Kwalificatie EK 2010                |                                     |
| Onder 21 (3.)                       | 9 oktober 2009                      | Finland – Nederland                 | 0 – 1                               | Kwalificatie EK 2010                |                                     |
| Onder 21 (4.)                       | 13 oktober 2009                     | Polen – Nederland                   | 0 – 4                               | Kwalificatie EK 2010                |                                     |

### Suriname
Op 20 mei 2015 speelde Donald met een selectie van Nederlandse Surinamers mee in een wedstrijd tegen Curaçao. Vanaf februari 2021 mag Donald ook officieel voor het Surinaams voetbalelftal uitkomen.

## Erelijst

### MetAjax
| Nationaal            |    |      |
| Eredivisie           | 1x | 2011 |
| Nederlandse Beker    | 1x | 2007 |
| Johan Cruijff Schaal | 1x | 2007 |

### MetRode Ster Belgrado
| Nationaal            |    |            |
| Landskampioen Servië | 2x | 2016, 2018 |